# ウー伯

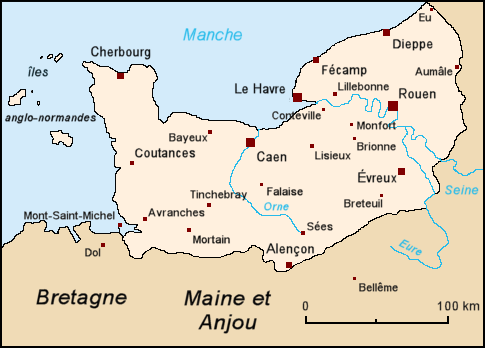
ノルマンディーの地図

ウー伯（仏：Comte d'Eu）は、フランスのノルマンディー地方のウーを統治していた貴族の称号。

## 歴代ウー伯

### ノルマンディー家
初期のウー伯についてははっきりしない。

ノルマンディー家ウー伯の紋章：金のビレットがちりばめられた青地の盾に金のライオン

- ジョフロワ・ド・ブリオンヌ（996年以降 - 1015年/18年） - 1023年以降没、ノルマンディー公リシャール1世の庶子
- ジルベール・ド・ブリオンヌ（1000年 - 1040年） - 1040年直後没、ブリオンヌ伯、ジョフロワの子
- ギヨーム1世（1015年/18年 - ?） - 1054年頃没、ノルマンディー公リシャール1世の庶子
- ギヨーム・ビュザック - 1077年死去、ギヨーム1世の子、ソワソン伯
- ロベール（1053年以降 - 1091/93年） - ヘイスティングス領主、ギヨーム1世の子
- ギヨーム2世（1091/93年 - 1096年） - ヘイスティングス領主、ロベールの子
- アンリ1世（1096年 - 1140年） - ヘイスティングス領主、ギヨーム2世の子
- ジャン1世（1140年 - 1170年） - ヘイスティングス領主、アンリ1世の子
- アンリ2世（1170年 - 1191年） - ヘイスティングス領主、ジャン1世の子
- アリックス（アエリス）（1191年 - 1246年） - アンリ2世の娘、1191年にラウル1世・ド・リュジニャン（1219年没、エクソダン[3]（ドゥー＝セーヴル）、メレ、シゼ、シブレーおよびラ・モット＝サン＝テレ（en）の領主、結婚によりウー伯）と結婚[4]。

### リュジニャン家

リュジニャン家ウー伯の紋章

- ラウル1世（1191年 - 1219年） - 1191年以降ウーでラウルのシールが確認できる[5].
- ラウル2世（1219年 - 1246年） - ラウル1世の子
- マリー（1246年 - 1260年） - ラウル2世の娘、アルフォンス・ド・ブリエンヌ（1227年 - 1270年、ジャン・ド・ブリエンヌの子）と結婚

### ブリエンヌ家
出典
- アルフォンス・ド・ブリエンヌ（1260年 - 1270年） - ジャン・ド・ブリエンヌの子、マリー・ド・リュジニャンと結婚。
- ジャン2世（1270年 - 1294年） - アルフォンスの子
- ジャン3世（1294年 - 1302年） - ギーヌ伯、フランス軍総司令官（Connétable de France）、ジャン2世の子
- ラウル1世（1302年 - 1344年） - 1290年頃生、ギーヌ伯、ジャルナック領主、フランス軍総司令官、ジャン3世の子
- ラウル2世（1344年 - 1350年） - ギーヌ伯、ジャルナック領主、フランス軍総司令官

1350年、ラウル2世は反逆罪で告発され、伯領は没収されジャン・ダルトワに与えられた。

### アルトワ家
- ジャン・ダルトワ（1350年 - 1387年） - サン＝ヴァレリー領主
- ロベール4世（1387年 - 1387年） - 毒殺
- フィリップ（1387年 - 1397年） - フランス軍総司令官
- シャルル（1397年 - 1472年） - サン＝ヴァレリーおよびウデン領主、子孫なし

### バウチャー家
- ウィリアム・バウチャー（1419年 - 1420年） - ヘンリー5世により創設、シャルル・ダルトワの対立伯
- ヘンリー・バウチャー（1420年 - 1483年） - 初代エセックス伯
- ヘンリー・バウチャー（1483年 - 1540年） - 第2代エセックス伯

### ブルゴーニュ＝ヌヴェール家
- ジャン・ド・ブルゴーニュ（1472年 - 1477年） - ヌヴェール伯、シャルル・ダルトワの甥

1477年、ブルゴーニュ公シャルルがウー伯領を獲得したが、その後すぐ死去した。フランス王ルイ11世は伯領を併合したが、その後、ジャンの女系子孫にあたるクレーフェ公家が伯位を継承した。

### クレーフェ公家
- アンジルベール（1491年 - 1506年） - ヌヴェール伯、オセール伯、エタンプ伯、ルテル伯。1486年にフランスに帰化。1506年にPairie de France。ジャン・ド・ブルゴーニュの孫。
- シャルル（1506年 - 1521年） - ルテル伯、ヌヴェール伯、アンジルベールの子
- フランソワ1世（1521年 - 1561年）
- カトリーヌ（1561年 - 1633年） - シャトー＝ルノー女公（princesse de Château-Renault）、ポルシアン公アントワーヌ・ド・クロイ（1567年没）と結婚、のちギーズ公アンリ1世と結婚。

### ギーズ家
- シャルル1世（1633年 - 1640年） - ギーズ公、ジョワンヴィル公
- アンリ2世（1640年 - 1657年） - ランス大司教、ギーズ公、ジョワンヴィル公

1657年、アンリ2世はアンヌ・マリー・ルイーズ・ドルレアンに伯領を売却した。

### ブルボン家
- アンヌ・マリー・ルイーズ・ドルレアン（1657年 - 1693年） - モンパンシエ女公、オルレアン公ガストンの娘

アンヌ・マリーはメーヌ公に伯領を遺贈した。
- ルイ・オーギュスト・ド・ブルボン（1693年 - 1736年） - メーヌ公、フランス王ルイ14世の庶子
- ルイ・オーギュスト・ド・ブルボン（1736年 - 1755年） - ドンブ公
- ルイ・シャルル・ド・ブルボン（1755年 - 1775年）
- ルイ・ジャン・マリー・ド・ブルボン（1775年 - 1793年） - パンティエーヴル公、ルイ・シャルルの従弟
- ルイーズ・マリー・ド・ブルボン＝パンティエーヴル（1793年 - 1821年） - オルレアン公ルイ・フィリップ2世と結婚
- ルイ・フィリップ（1821年 - 1830年） - 後にフランス王

伯位はフランス王が保持した。

### オルレアン家

#### 7月王政時
- ガスタン・デ・オルレアンス - ヌムール公ルイ・シャルルの子、フランス王ルイ・フィリップの孫

#### 儀礼称号
- フルク・ドルレアン（1982年 -） - オマール公、オルレアン公ジャックの子、パリ伯アンリの孫